# Мульєт-да-Паралаза
Мульє́т-да-Парала́за (кат. Mollet de Peralada, вимова літературною каталанською мовою [muʎέt də pəɾə'łaðə]) - муніципалітет, розташований в Автономній області Каталонія, в Іспанії. Знаходиться у районі (кумарці) Алт-Ампурда провінції Жирона, згідно з новою адміністративною реформою перебуватиме у складі Баґарії (округи) Жирона.

## Населення
Населення міста (у 2007 р.) становить 174 особи (з них менше 14 років - 10,3%, від 15 до 64 - 60,9%, понад 65 років - 28,7%). У 2006 р. народжуваність склала 0 осіб, смертність - 3 особи, зареєстровано 0 шлюбів. У 2001 р. активне населення становило 75 осіб, з них безробітних - 6 осіб.

Серед осіб, які проживали на території міста у 2001 р., 151 народилися в Каталонії (з них 126 осіб у тому самому районі, або кумарці), 21 особа приїхала з інших областей Іспанії, а 11 осіб приїхало з-за кордону. 

Університетську освіту має 13,1% усього населення. 

У 2001 р. нараховувалося 70 домогосподарств (з них 25,7% складалися з однієї особи, 32,9% з двох осіб,20% з 3 осіб, 10% з 4 осіб, 1,4% з 5 осіб, 8,6% з 6 осіб, 0% з 7 осіб, 1,4% з 8 осіб і 0% з 9 і більше осіб).

Активне населення міста у 2001 р. працювало у таких сферах діяльності : у сільському господарстві - 39,1%, у промисловості - 10,1%, на будівництві - 4,3% і у сфері обслуговування - 46,4%. 

 У муніципалітеті або у власному районі (кумарці) працює 41 особа, поза районом - 38 осіб.

### Безробіття
У 2007 р. нараховувалося 2 безробітних (у 2006 р. - 2 безробітних), з них чоловіки становили 50%, а жінки - 50%.

## Економіка

### Підприємства міста

#### Промислові підприємства
| \| Промислові підприємства міста, за сферою діяльності \| Промислові підприємства міста, за сферою діяльності \| Промислові підприємства міста, за сферою діяльності \| \| Рік \| 2002 р. \| 2001 р. \| \| --------------------------------------------------- \| --------------------------------------------------- \| --------------------------------------------------- \| \| Енергетичні та водні ресурси \| 0% \| 0% \| \| Хімія та метали \| 0% \| 0% \| \| Переробка металів \| 0% \| 0% \| \| Продукти харчування \| 100% \| 100% \| \| Текстиль \| 0% \| 0% \| \| Виробництво меблів, видання \| 0% \| 0% \| \| Інше \| 0% \| 0% \| \| Усього підприємств \| 2 \| 2 \| |         |         |
| Промислові підприємства міста, за сферою діяльності |         |         |
| Рік | 2002 р. | 2001 р. |
| Енергетичні та водні ресурси | 0%      | 0%      |
| Хімія та метали | 0%      | 0%      |
| Переробка металів | 0%      | 0%      |
| Продукти харчування | 100%    | 100%    |
| Текстиль | 0%      | 0%      |
| Виробництво меблів, видання | 0%      | 0%      |
| Інше | 0%      | 0%      |
| Усього підприємств | 2       | 2       |

#### Роздрібна торгівля
| \| Підприємства роздрібної торгівлі міста, за сферою діяльності \| Підприємства роздрібної торгівлі міста, за сферою діяльності \| Підприємства роздрібної торгівлі міста, за сферою діяльності \| \| Рік \| 2002 р. \| 2001 р. \| \| ------------------------------------------------------------ \| ------------------------------------------------------------ \| ------------------------------------------------------------ \| \| Продукти харчування \| 75% \| 75% \| \| Одяг та взуття \| 0% \| 0% \| \| Товари для дому \| 0% \| 0% \| \| Книги та періодичні видання \| 0% \| 0% \| \| Промислова хімічна продукція \| 25% \| 25% \| \| Продукція, пов'язана з транспортними засобами \| 0% \| 0% \| \| Інше \| 0% \| 0% \| \| Усього підприємств \| 4 \| 4 \| |         |         |
| Підприємства роздрібної торгівлі міста, за сферою діяльності |         |         |
| Рік | 2002 р. | 2001 р. |
| Продукти харчування | 75%     | 75%     |
| Одяг та взуття | 0%      | 0%      |
| Товари для дому | 0%      | 0%      |
| Книги та періодичні видання | 0%      | 0%      |
| Промислова хімічна продукція | 25%     | 25%     |
| Продукція, пов'язана з транспортними засобами | 0%      | 0%      |
| Інше | 0%      | 0%      |
| Усього підприємств | 4       | 4       |

#### Сфера послуг
| \| Підприємства міста, що працюють у сфері послуг, за діяльністю \| Підприємства міста, що працюють у сфері послуг, за діяльністю \| Підприємства міста, що працюють у сфері послуг, за діяльністю \| \| Рік \| 2002 р. \| 2001 р. \| \| ------------------------------------------------------------- \| ------------------------------------------------------------- \| ------------------------------------------------------------- \| \| Гуртова торгівля \| 0% \| 0% \| \| Готелі та готельний бізнес \| 50% \| 100% \| \| Транспорт та зв'язок \| 0% \| 0% \| \| Посередницькі фінансові послуги \| 0% \| 0% \| \| Послуги підприємствам \| 0% \| 0% \| \| Послуги фізичним особам \| 0% \| 0% \| \| Нерухомість та ін. \| 50% \| 0% \| \| Усього підприємств \| 2 \| 1 \| |         |         |
| Підприємства міста, що працюють у сфері послуг, за діяльністю |         |         |
| Рік | 2002 р. | 2001 р. |
| Гуртова торгівля | 0%      | 0%      |
| Готелі та готельний бізнес | 50%     | 100%    |
| Транспорт та зв'язок | 0%      | 0%      |
| Посередницькі фінансові послуги | 0%      | 0%      |
| Послуги підприємствам | 0%      | 0%      |
| Послуги фізичним особам | 0%      | 0%      |
| Нерухомість та ін. | 50%     | 0%      |
| Усього підприємств | 2       | 1       |

## Житловий фонд
У 2001 р. 0% усіх родин (домогосподарств) мали житло метражем до 59 м², 35,7% - від 60 до 89 м², 37,1% - від 90 до 119 м² і
27,1% - понад 120 м².

З усіх будівель у 2001 р. 9,4% було одноповерховими, 67% - двоповерховими, 23,6
% - триповерховими, 0% - чотириповерховими, 0% - п'ятиповерховими, 0% - шестиповерховими,
0% - семиповерховими, 0% - з вісьмома та більше поверхами.

## Автопарк
| \| Автомобілі, зареєстровані у місті, за призначенням \| Автомобілі, зареєстровані у місті, за призначенням \| Автомобілі, зареєстровані у місті, за призначенням \| \| Рік \| 2006 р. \| 2005 р. \| \| -------------------------------------------------- \| -------------------------------------------------- \| -------------------------------------------------- \| \| Приватні автомобілі \| 61,3% \| 59,6% \| \| Мотоцикли \| 12,7% \| 11,1% \| \| Вантажівки \| 24,9% \| 28,1% \| \| Трактори \| 0% \| 0% \| \| Автобуси та ін. \| 1,2% \| 1,2% \| \| Усього автомобілів \| 173 шт. \| 171 шт. \| |         |         |
| Автомобілі, зареєстровані у місті, за призначенням |         |         |
| Рік | 2006 р. | 2005 р. |
| Приватні автомобілі | 61,3%   | 59,6%   |
| Мотоцикли | 12,7%   | 11,1%   |
| Вантажівки | 24,9%   | 28,1%   |
| Трактори | 0%      | 0%      |
| Автобуси та ін. | 1,2%    | 1,2%    |
| Усього автомобілів | 173 шт. | 171 шт. |

## Вживання каталанської мови
У 2001 р. каталанську мову у місті розуміли 96,7% усього населення (у 1996 р. - 99,4%), вміли говорити нею 86,3% (у 1996 р. - 
91%), вміли читати 86,8% (у 1996 р. - 82%), вміли писати 35,7
% (у 1996 р. - 25,8%). Не розуміли каталанської мови 3,3%.

## Політичні уподобання
У виборах до Парламенту Каталонії у 2006 р. взяло участь 89 осіб (у 2003 р. - 111 осіб). Голоси за політичні сили розподілилися таким чином:
| \| Вибори до Парламенту Каталонії \| Вибори до Парламенту Каталонії \| Вибори до Парламенту Каталонії \| \| Рік \| 2006 р. \| 2003 р. \| \| -------------------------------------- \| ------------------------------ \| ------------------------------ \| \| Конвергенція та Єднання (CiU) \| 66,3% \| 63,1% \| \| Соціалістична партія Каталонії (PSC) \| 14,6% \| 18% \| \| Народна партія (PP) \| 5,6% \| 3,6% \| \| Ініціатива за зелену Каталонію (IC) \| 4,5% \| 1,8% \| \| Республіканська лівиця Каталонії (ERC) \| 9% \| 11,7% \| \| Громадянська партія (C's) \| 0% \| 0% \| \| Інші \| 0% \| 1,8% \| |         |         |
| Вибори до Парламенту Каталонії |         |         |
| Рік | 2006 р. | 2003 р. |
| Конвергенція та Єднання (CiU) | 66,3%   | 63,1%   |
| Соціалістична партія Каталонії (PSC) | 14,6%   | 18%     |
| Народна партія (PP) | 5,6%    | 3,6%    |
| Ініціатива за зелену Каталонію (IC) | 4,5%    | 1,8%    |
| Республіканська лівиця Каталонії (ERC) | 9%      | 11,7%   |
| Громадянська партія (C's) | 0%      | 0%      |
| Інші | 0%      | 1,8%    |